# Dear John C.
| Recensione | Giudizio |
| ---------- | -------- |
| AllMusic   | [ 1 ]    |

Dear John C. è un album discografico del batterista jazz statunitense Elvin Jones pubblicato nel novembre del 1965 dalla Impulse! Records. Il "John C." menzionato nel titolo è John Coltrane, musicista con il quale Jones suonò per svariati anni in carriera.

## Tracce
Lato A
1. Dear John C. – 3:54 (Bob Hammer, Bob Thiele) – Registrato il 25 febbraio 1965
2. Smoke Rings – 3:39 (Ned Washington, H. Eugene Gifford) – Registrato il 23 febbraio 1965
3. Love Bird – 3:46 (Charles Mingus) – Registrato il 25 febbraio 1965
4. Feelin' Good (from the Musical Production The Roar of the Greasepaint - The Smell of the Crowd) – 4:04 (Leslie Bricusse, Anthony Newley) – Registrato il 23 febbraio 1965
5. Anthropology – 4:10 (Dizzy Gillespie, Charlie Parker) – Registrato il 23 febbraio 1965

Lato B
1. This Love of Mine – 4:20 (Frank Sinatra, Sol Parker, Hank Sanicola) – Registrato il 23 febbraio 1965
2. Fantazm – 3:55 (Duke Ellington) – Registrato il 23 febbraio 1965
3. Ballade – 5:17 (Bob Hammer) – Registrato il 25 febbraio 1965
4. Everything Happens to Me – 5:48 (Tom Adair, Matt Dennis) – Registrato il 25 febbraio 1965

Edizione CD del 1993, pubblicato dalla Impulse! (GRD-126)
1. Dear John C. – 3:53 (Bob Hammer, Bob Thiele)
2. Ballade – 5:20 (Bob Hammer)
3. Love Bird – 3:47 (Charles Mingus)
4. Everything Happens to Me – 5:51 (Tom Adair, Matt Dennis)
5. Smoke Rings – 3:39 (Ned Washington, H. Eugene Gifford)
6. This Love of Mine – 4:21 (Frank Sinatra, Sol Parker, Hank Sanicola)
7. Anthropology – 4:10 (Dizzy Gillespie, Charlie Parker)
8. Feeling Good – 4:06 (Leslie Bricusse, Anthony Newley)
9. Fantazm – 3:56 (Duke Ellington)
10. That Five-Four Bag – 3:08 (Bob Hammer) – Bonus Track

- Brano That Five-Four Bag, registrato il 23 febbraio 1965

## Formazione
Dear John C. / Love Bird / Ballade / Everything Happens to Me
- Elvin Jones - batteria (Gretsch Drums)
- Charlie Mariano - sassofono alto
- Roland Hanna - pianoforte (eccetto nel brano: Everything Happens to Me)
- Richard Davis - contrabbasso

Smoke Rings / Feelin' Good / Anthropology / This Love of Mine / Fantazm / That Five-Four Bag
- Elvin Jones - batteria (Gretsch Drums)
- Charlie Mariano - sassofono alto
- Hank Jones - pianoforte (eccetto nei brani: Smoke Rings e This Love of Mine)
- Richard Davis - contrabbasso

Note aggiuntive
- Bob Thiele - produttore
- Registrazioni effettuate il 23 e 25 febbraio 1965 al Van Gelder Studio di Englewood Cliffs, New Jersey
- Rudy Van Gelder - ingegnere delle registrazioni
- Charles Stewart - fotografia copertina album
- Robert Flynn/Viceroy - design copertina album
- Don Heckman - note di retrocopertina album[4]